# 横間駅
横間駅（よこまえき）は、岩手県八幡平市打田内（うつたない）にある、東日本旅客鉄道（JR東日本）花輪線の駅である。

## 歴史
- 1966年（昭和41年）11月1日：日本国有鉄道（国鉄）の駅として二戸郡安代町に開業[2]。駅員無配置駅[3]。
- 1987年（昭和62年）4月1日：国鉄分割民営化により、東日本旅客鉄道の駅となる[2]。
- 2018年（平成30年）6月1日：大更駅の業務委託化に伴い、盛岡駅に管理駅が変更となる。
- 2024年（令和6年）10月1日：えきねっとQチケのサービスを開始[1][4]。

## 駅構造
単式ホーム1面1線を有する地上駅である。盛岡統括センター（盛岡駅）管理の無人駅である。

## 駅周辺
田園地帯である。

## 隣の駅
東日本旅客鉄道（JR東日本）
■花輪線
荒屋新町駅 - 横間駅 - 田山駅